# Ray-sur-Saône
 Ray-sur-Saône  es una población y comuna francesa, situada en la región de Franco Condado, departamento de Alto Saona, en el distrito de Vesoul y cantón de Dampierre-sur-Salon.

## Demografía
| 222 | 250 | 224 | 221 | 201 | 192 | 24 |
| Para los censos de 1962 a 1999 la población legal corresponde a la población sin duplicidades (Fuente: INSEE [Consultar]) |     |     |     |     |     |    |